# 松阪市立漕代小学校
松阪市立漕代小学校（まつさかしりつ こいしろしょうがっこう）は三重県松阪市の市立小学校。2016年5月1日現在の児童数は7学級85人、教員数は11人。

## 沿革
学制発布に伴い、漕代地域には目田学校、早馬瀬学校、法田学校の3校が創立した。目田学校の創立時期は不明であるが、早馬瀬学校は大乗寺を校舎として1874年（明治7年）1月に創立し、法田学校は1875年（明治8年）5月に創立したことが分かっている。目田学校は1875年（明治8年）4月に横地学校に改称、法泉院を校舎とした。1880年（明治13年）になると、早馬瀬学校から高木学校が分離した。その後、横地学校と法田学校が1883年（明治16年）4月に統合して就将学校となり、同年同月に早馬瀬学校と高木学校が再度合流して耕道学校となった。就将学校は北教場を横地に、南教場を法田に置き、耕道学校は第一教場を早馬瀬に、第二教場を高木に置いていた。
1884年（明治17年）7月、就将学校と耕道学校が統合して就道学校が開校した。就道学校は本校を横地に置き、北分教場（高木）、中分教場（早馬瀬）、南分教場（法田）の3つの分教場を設けた。1887年（明治20年）4月に就道尋常小学校、1892年（明治25年）4月に漕代尋常小学校に改称を経て、1898年（明治31年）4月に高等科を併設したことから漕代尋常高等小学校に改称した。漕代尋常高等小学校には更に1910年（明治43年）9月に実業補習科が、1926年（大正15年）に青年訓練所が併設された。
1941年（昭和16年）4月、国民学校令により漕代国民学校に改称、1947年（昭和22年）4月に漕代小学校へと校名を改めた。更に1955年（昭和30年）4月に漕代村が松阪市に編入されたことで、松阪市立漕代小学校になった。
2026年度をもって松阪市立揥水小学校と統合され松阪市立東部南小学校が開校予定。

## 校区
市立中学校に進学する場合、松阪市立東部中学校に入学する。
- 早馬瀬町[5]
- 目田町[5]
- 横地町[5]
- 法田町[5]
- 伊勢場町[5]
- 稲木町[5]
- 高木町[5]

## 周辺
- 櫛田川
- 三重県道119号松阪度会線